# Lehe (Dithmarschen)
Lehe ist die nördlichste Gemeinde im Kreis Dithmarschen in Schleswig-Holstein. Sie ist räumlich, wirtschaftlich und historisch mit der Nachbargemeinde Lunden eng verbunden.

## Geografie

### Geografische Lage
Das Gemeindegebiet von Lehe erstreckt sich an der Biegung des Flusses Eider von Ost nach Süd unterhalb von Friedrichstadt im Bereich zwischen Lunden in Dithmarschen und Witzwort bzw. Oldenswort auf nordfriesischer Seite auf dem südlichen/östlichen Flussufer am Übergang des Donns von Lunden im Norden des Naturraums Dithmarscher Marsch.

### Gemeindegliederung
Am 1. Juli 1936 wurden die ebenfalls 1934 gebildeten Gemeinden Dahrenwurth und Preil eingegliedert. Weitere Ortsteile sind Lundenerkoog und Leherfeld sowie Dammsfeld.

### Nachbargemeinden
Nachbargemeinden sind im Uhrzeigersinn im Westen beginnend die Gemeinden Oldenswort, Witzwort und Koldenbüttel (alle im Kreis Nordfriesland) sowie Sankt Annen, Lunden und Groven (alle im Kreis Dithmarschen).

## Geschichte
Das Dorf Lae wurde schon 1231 in König Waldemars Erdbuch erwähnt.
Am 1. April 1934 wurde die Kirchspielslandgemeinde Lunden aufgelöst. Alle ihre Dorfschaften, Dorfgemeinden und Bauerschaften wurden zu selbständigen Gemeinden/Landgemeinden, so auch Lehe.

## Politik

### Gemeindevertretung
Bei der Kommunalwahl am 14. Mai 2023 wurden insgesamt elf Sitze vergeben. Von diesen erhielt die Wählergemeinschaft Lehe sechs Sitze und die SPD fünf Sitze.

### Wappen
Das Wappen wurde am 24. August 1965 genehmigt.
Blasonierung: „Über blauem, durch Wellenschnitt abgeteiltem Schildfuß gespalten von Gold und Rot. Rechts am Spalt ein rotbewehrter, schwarzer halber Adler, links am Spalt eine goldene halbe Lilie.“
Die Gemeinde Lehe führt in ihrem Wappen mit Adler und Lilie als zentralen Figuren die Zeichen des Dithmarscher Geschlechts der Wurtmannen. Das Dorf „Lae“ wird schon 1231 in König Waldemars Erdbuch erwähnt. Die Lage an der Eider, durch den blauen Schildfuß dargestellt, machte den Ort strategisch bedeutsam. Seit alters her waren in Lehe die bekannten Familien Swyn und Nanne ansässig. Sie gehörten als „Kluften“ dem mächtigen und angesehenen Geschlecht der Wurtmannen an, dessen Wappen mit dem halben Adler und der halben Lilie im heutigen Gemeindewappen zitiert wird. Zum Gedenken an Peter Swyn aus Lehe (1480–1537), den bedeutendsten Staatsmann der Bauernrepublik Dithmarschen, und an seinen Enkel Markus Swyn, den ersten herzoglichen Landvogt Norderdithmarschens, wurde das Wappen der Wurtmannen in das Gemeindewappen aufgenommen, dabei allerdings die Lilie golden statt silbern tingiert.
Das Wappen wurde von dem Brunsbütteler Heraldiker Willy „Horsa“ Lippert gestaltet.

### Flagge
Die Flagge wurde am 8. Februar 1988 genehmigt.
Auf senkrecht geteiltem, vorn roten, hinten weißen Flaggentuch das Gemeindewappen in flaggengerechter Tingierung.

## Verkehr
Durch die Dorflage von Lehe führt die schleswig-holsteinische Landesstraße 156. Es ist die Trasse der früheren Bundesstraße 5 im Abschnitt zwischen der Kleinstadt Friedrichstadt und der Kreisstadt von Dithmarschen, Heide. Der Siedlungsstrukturelle Übergang zur Nachbargemeinden Lunden ist kaum mehr erkennbar, da beide Dorflagen inzwischen miteinander verschmolzen sind.
Südöstlich der Gemeinde verläuft die Marschbahn. Nächstgelegener Haltepunkt ist Lunden.

## Söhne und Töchter der Gemeinde
- Peter Swyn (1480 oder 1481–1537), einer der wichtigsten Anführer der Bauernrepublik Dithmarschen